# Octave Tassaert
Nicolas-François Octave Tassaert (Paris, 26 de junho de 1800 - Paris, 24 de abril de 1874) foi um pintor, gravador e ilustrador francês.

## Biografia
Tassaert nasceu em 1800 em Paris, no seio de uma família de origem flamenca e várias gerações de artistas (os Tassaert), Nicolas-François Octave Tassaert foi educado primeiro por seu pai, Jean-Joseph-François Tassaert (ca. 1765 - 1835) e depois por seu irmão maior, o marchante de arte Paul Tassaert que morreu em 1855). 
Em 1816 Octave aprendeu a arte do gravado com Alexis-François Girard (1787-1870) e depois estudaria na Escola de Belas Artes de Paris, de 1817 a 1825, junto a Guillaume Guillon-Lethière (1860/32).
Tassaert sentiu-se decepcionado já que nunca obteve o então afamado Prêmio de Roma (Prix de Rome) nem a Legião  da Honra (Légion d'honneur). Entre finais da década de 1820 e princípios da década de 1830 pintou alguns retratos e cenas históricas conquanto para satisfazer suas necessidades econômicas trabalhou pára diferentes editoriais como gravador e litógrafo. Seu primeiro grande sucesso produziu-se quando o duque de Orleans comprou uma obra A Mort du Correggio no Salão de 1834 no Hermitage, San Petersburgo.

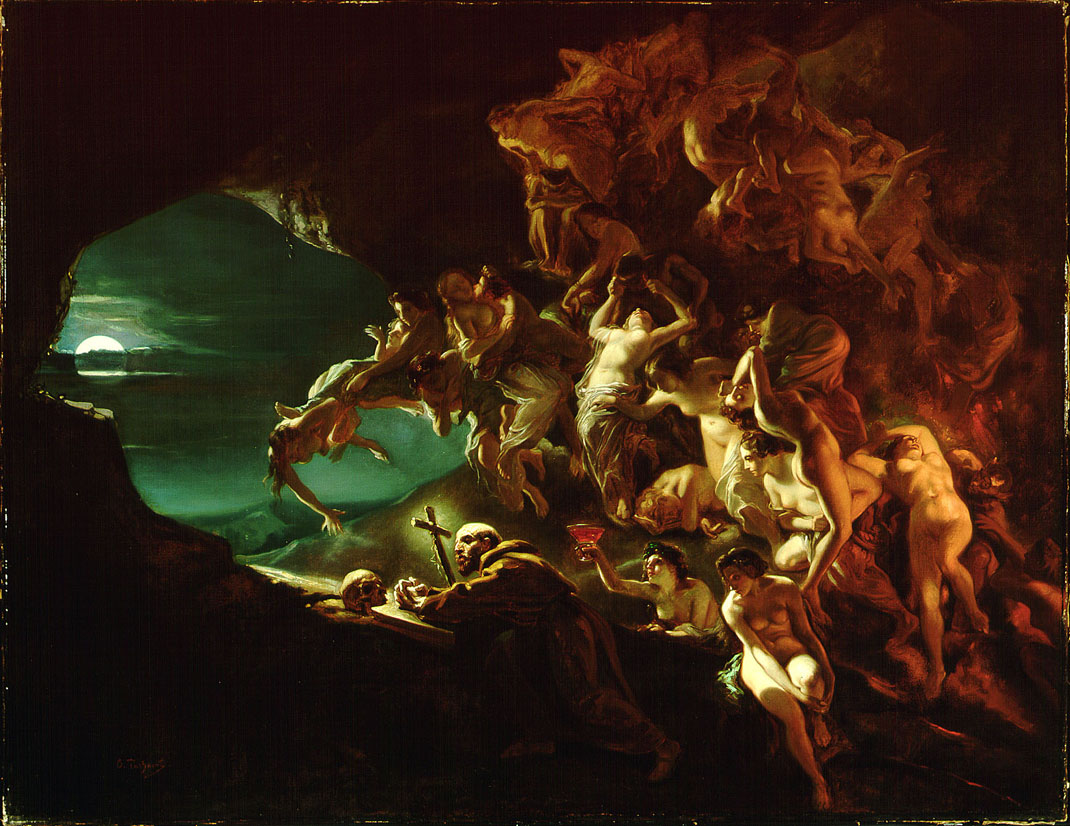
A tentación de San Hilarión, por Octave Tassaert, c.1857 (Montreal Museum of Fine Arts)

Ainda que sua participação na Exposição de 1855 foi bem recebida pela crítica, Tassaert se foi afastando cada vez mais do mundo da arte que ele desprezava e não expôs nada após a do Salão de 1857. Apesar de que existiam então alguns colecionadores de suas obras, como Alfred Bruyas e Alexandre Dumas (filho), o artista vendeu no ano 1863 todas as obras de sua oficina, situado na rue Saint Georges, ao marchante de arte Pierre-Firmin Martin (Le Père Martin). Converteu-se num alcoólatra, deixou de pintar já que sua saúde e sua vista estavam muito danificadas. 
Esteve a se tratar da vista em Montpellier, em 1865, tempo durante o qual se esteve a recuperar e vivendo com colecionador de arte Alfred Bruyas. Mas após seu regresso a Paris sua saúde seguiu sendo muito precária. Começou a escrever poesia, ainda que a maior parte de sua produção literária tem desaparecido. Desesperado, Tassaert suicidou-se em 1874, em Paris, em sua modesta casa do nº 13 da rue du Géorama (agora rue Maurice-Ripoche) asfixiado por dióxido de carbono.

## Obra de Octave Tassaert
Octave Tassaert em muitas de suas obras denunciava a injustiça social tocando a fibra emocional do espectador. Tassaert trabalhava especialmente as denominadas 'cenas de gênero', como em suas obras Le pauvre homme Prud'hon ou Le grenier Correggio. 
Durante a década de 1850 teve sucesso com as obras que representavam a vida dos pobres, as famíliainfelizes, mães, meninos moribundos ou doentes abandonados, no entanto seu trabalho nem sempre recebeu a aprovação da crítica de sua época.
Gauguin e Van Gogh reconheceram a Octave Tassaert como um de seus mestres.

## Obras selecionadas
- A Mort du Correggio, 1834 - Salão de Paris - Hermitage, São Petersburgo, Rússia - comprado por Duque de Orleans.[4]
- Uma família infeliz, 1849 - Musée d'Orsay
- A mulher abandonada, 1852 - National Gallery of Austrália, Canberra
- Céu e inferno, 1850 - Cleveland Museum of Art
- A Cozinha dos Burgueses, 1854 - Cleveland Museum of Art
- A mulher amaldiçoada, 1859

## Galeria de pinturas e litografias

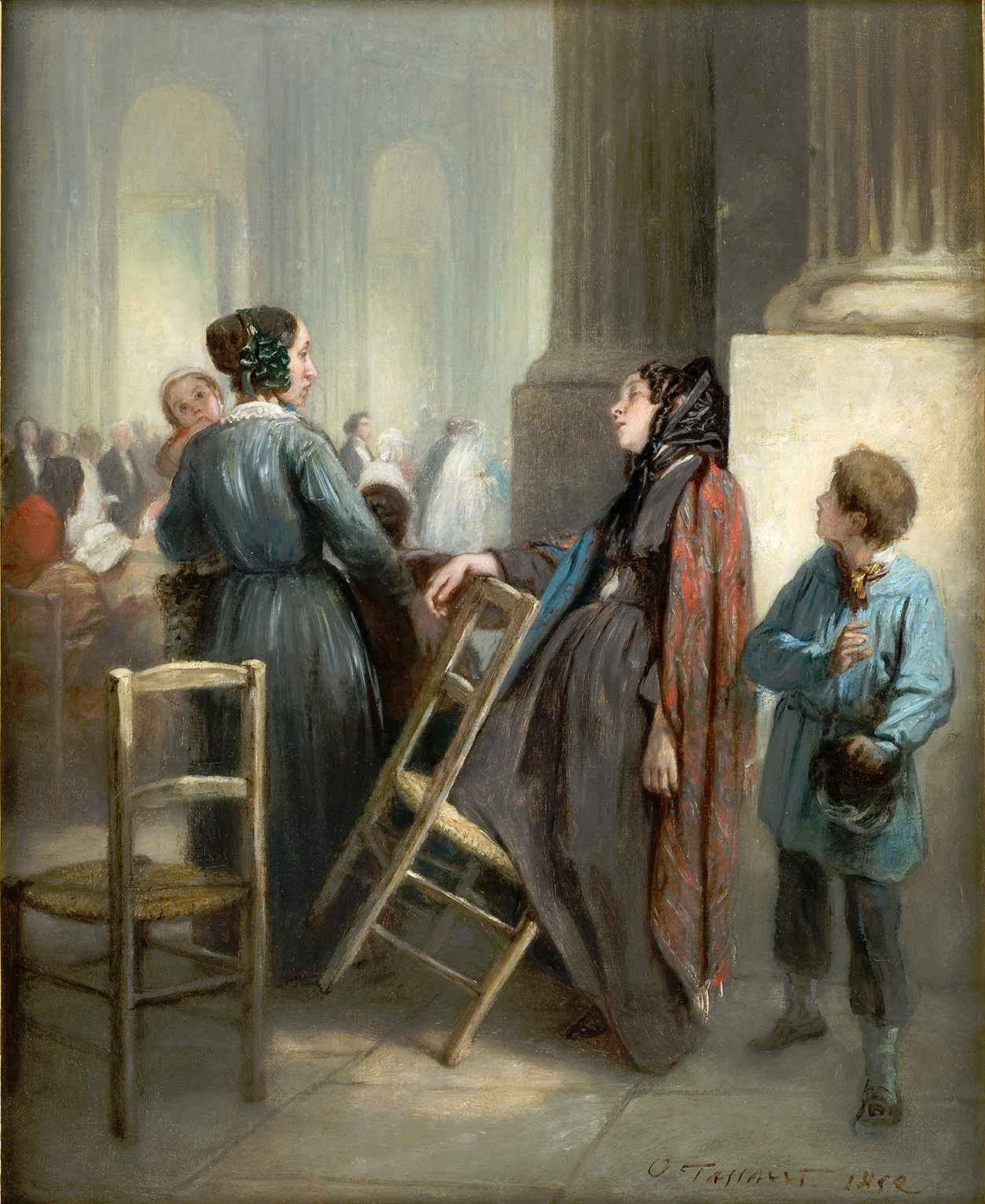
A mulher abandonada, 1852, Musée Fabre, Montpellier
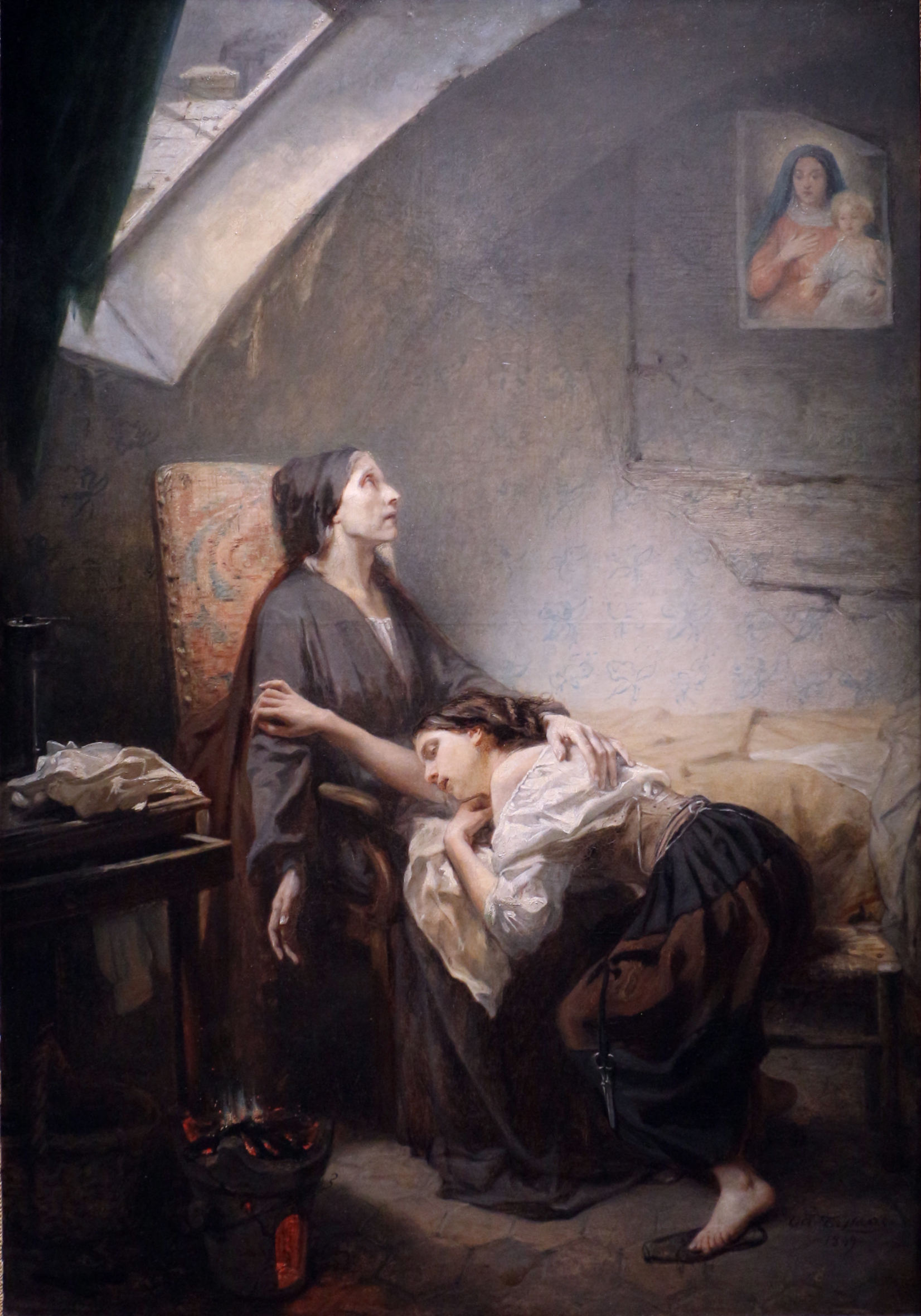
Uma família desafortunada ou Suicidio, 1849, Musée d'Orsay
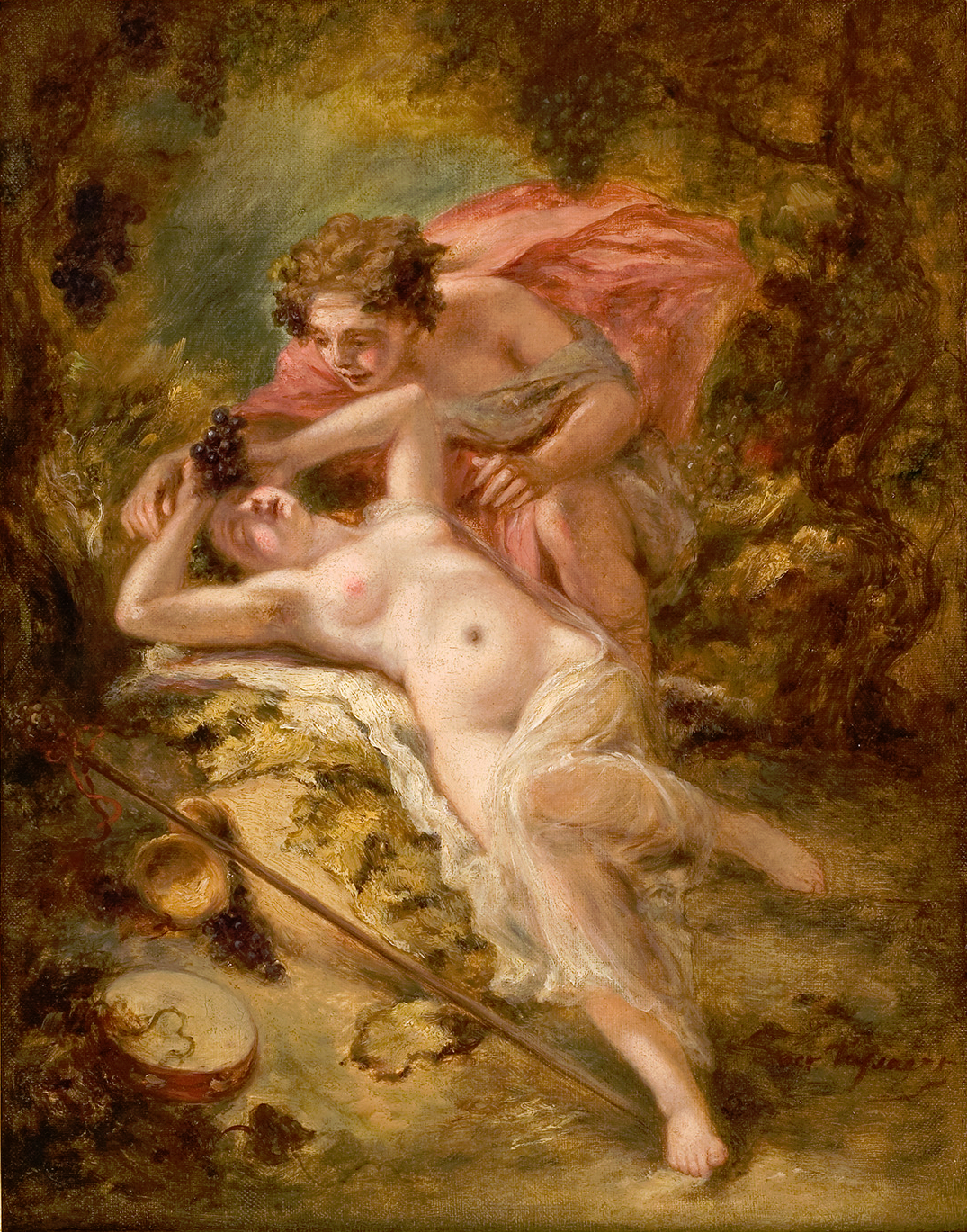
Baco e Erigone,  Musée Fabre, Montpellier
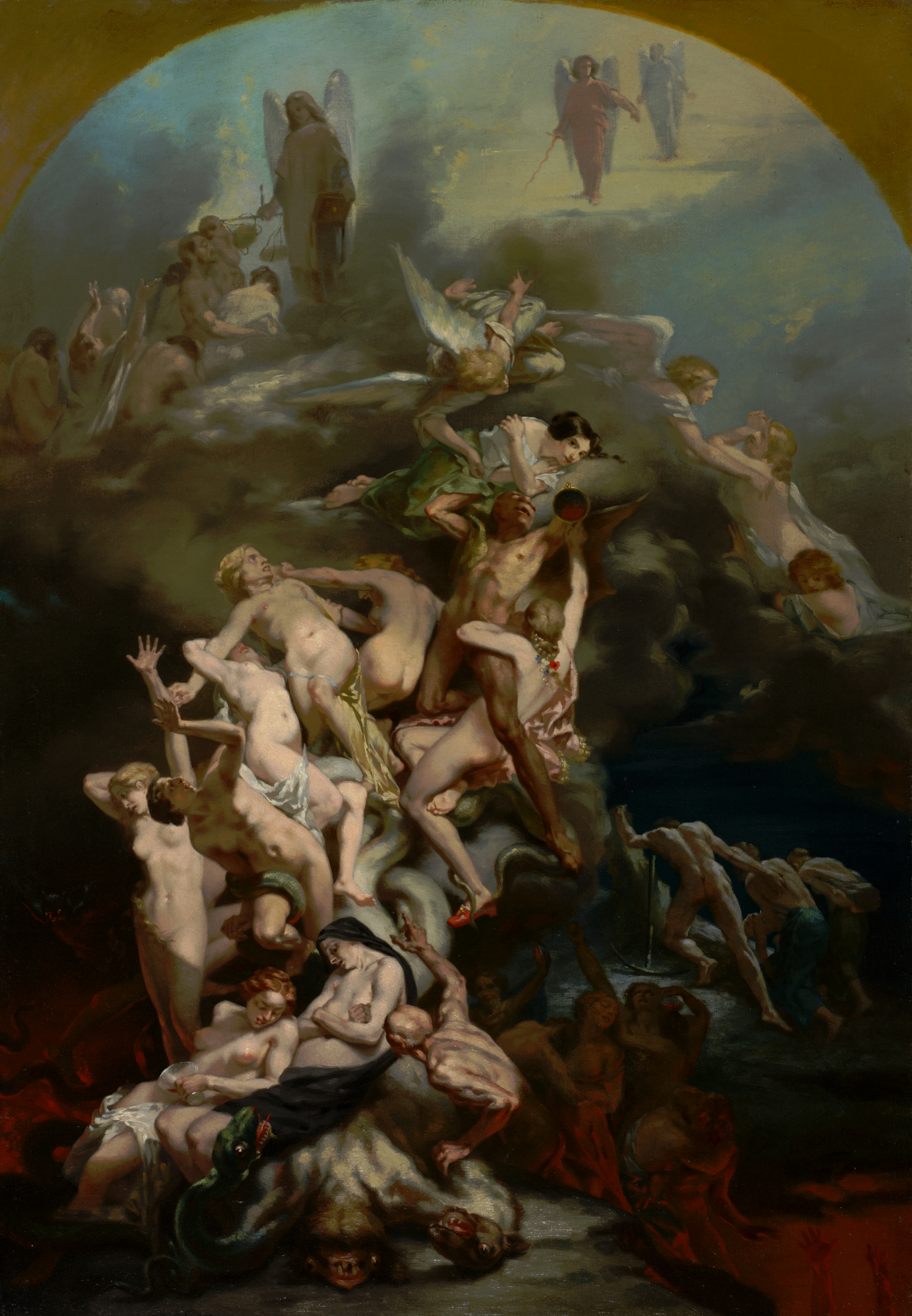
Céu e inferno, 1850, Cleveland Museum of Art
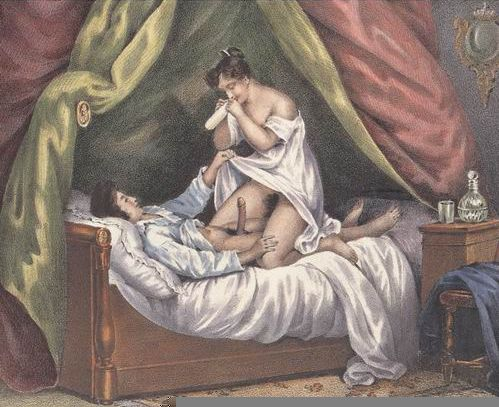
A amante cautelosa - Litografia, 1860